# پیروزی (فیلم ۱۹۲۸)
پیروزی (انگلیسی: Victory) فیلمی صامت در سبک جنگی است که در سال ۱۹۲۸ منتشر شد. از بازیگران آن می‌توان به ماری آولت اشاره کرد.